# Susanne Riemer
Susanne Riemer (* 25. April 1972 in Bonn) ist eine deutsche Jazzmusikerin (Trompete, Piano, Gesang sowie Komposition). Als erste Musikerin spielt sie im Jazz auch das Corno da caccia, ein barockes Instrument, das erst vor einigen Jahren rekonstruiert wurde.

## Leben und Wirken
Riemer lernte ab dem zehnten Lebensjahr Trompete und gründete mit 15 Jahren eine eigene Jazz-Combo. Auch spielte sie in der Bigband der Musikschule Brühl und nahm an Workshops von Peter Herbolzheimer und Jerry van Rooyen teil. Sie nahm Unterricht bei Jon Eardley, John Marshall und Klaus Osterloh, bevor sie an der Folkwang Hochschule bei Uli Beckerhoff studierte. Seit 1991 gehörte sie zum Bundesjazzorchester; sie spielte auch im United Women’s Orchestra, in der Bigband von Frank Reinshagen und der Skagruppe Banana Peel Slippers. Auch gehörte sie 1994 zum Ensemble des Musicals Hair. 1997 gründete sie die Croky Band und übernahm im Folgejahr die musikalische Leitung der Kabarettproduktion Missfits für das WDR-Fernsehen mit der Formation Die 5 Lewinskys. Seit 1999 spielt sie mit ihrem Susanne Riemer Quartett Swing und Bebop. 2008 führte sie mit einem Orchester aus belgischen, niederländischen und deutschen Jazzmusikern eine Auftragskomposition der EuRegionale 2008 im Krönungssaal des Aachener Rathauses auf. Auch war sie Mitglied der Salsaband Jazminas, des Miss Jones Orchestra und von Robert Kreis und seinen Jazz-Sextanten. Seit 2017 spielt Susanne Riemer ihre Kompositionen mit Wilhelm Geschwind im Susanne Riemer Duo.

## Diskographische Hinweise
- 2023 Susanne Riemer Duo: Unverpackt (gefördert durch das Ministerium für Kultur und Wissenschaft des Landes Nordrhein-Westfalen)
- 2021 Susanne Riemer Duo: Brot und Seele Vertonungen der Texte Norbert Scheuers, gefördert von der deutschen Orchester Stiftung, dem Ministerium für Kultur und Wissenschaft sowie der Kunststiftung Nordrhein-Westfalen; nominiert für den Preis der deutschen Schallplattenkritik
- 2020 Debut-CD des Susanne Riemer Duo mit Wilhelm Geschwind Ton in Ton
- 2013 Susanne Riemer Quartett: Flying
- 2010 Susanne Riemer Quartett: Call my Name (mit Leroy Jones, Pablo Paredes,  Alexander Morsey, Fabio Nobile)
- 2008 Auftrags-CD euregionale mit den Hymnen der drei Länder Belgien, Niederlande und Deutschland, eigene Jazzvertonungen
- 2006 Susanne Riemer Quartett: Growin‘ up
- 2000 Susanne Riemer Quartett: Under my skin
- 1995 Croky Band: Philosophie nach Neun

## Lexikalische Einträge
- Jürgen Wölfer: Jazz in Deutschland. Das Lexikon. Alle Musiker und Plattenfirmen von 1920 bis heute. Hannibal, Höfen 2008, ISBN 978-3-85445-274-4.